# Carabobo Fútbol Club
O Carabobo FC é um clube venezuelano de futebol. Sua sede é na cidade de Valencia. Seu estádio é o Estádio Misael Delgado com capacidade de 14 mil pessoas. Foi fundado no dia 24 de julho de 1964. Atualmente disputa o Campeonato Venezuelano de Futebol.

## História
O clube foi fundado em 1964, como Valencia Fútbol Club, em 1969, foram vice campeões do venezuelano, e em 1970 participaram da libertadores pela primeira vez, caindo na fase de grupos, fazendo 5 pontos e levando 2x11 do Peñarol, em 1971 ganharam o primeiro e único campeonato venezuelano, conquistando a vaga para a Libertadores em 1972, também fazendo 1 ponto e caindo na fase de grupos. Em 1973, foram vices do campeonato venezuelano e participando da libertadores de 1974, caindo na fase de grupos fazendo 2 pontos, e nunca mais retornando a Libertadores, em 1989, o Valencia estava preparado e ganhou o Campeonato Venezuleano da Segunda Divisão, em 1996 depois de ser vice-campeão da Segunda Divisão Venezuelana, o Valencia estava com problemas financeiros, se licenciando e no ano seguinte, se refaz e vira o Carabobo FC.

## Elenco
Atualizado 21 de abril de 2025.
Legenda
- : Capitão
- : Jogador lesionado

### Participações
Libertadores - 3 vezes, melhor posição 1974-12º
Campeonato Venezuelano- Campeão em 1971
Segunda Divisão- Campeão em 1989-90